# Silicone

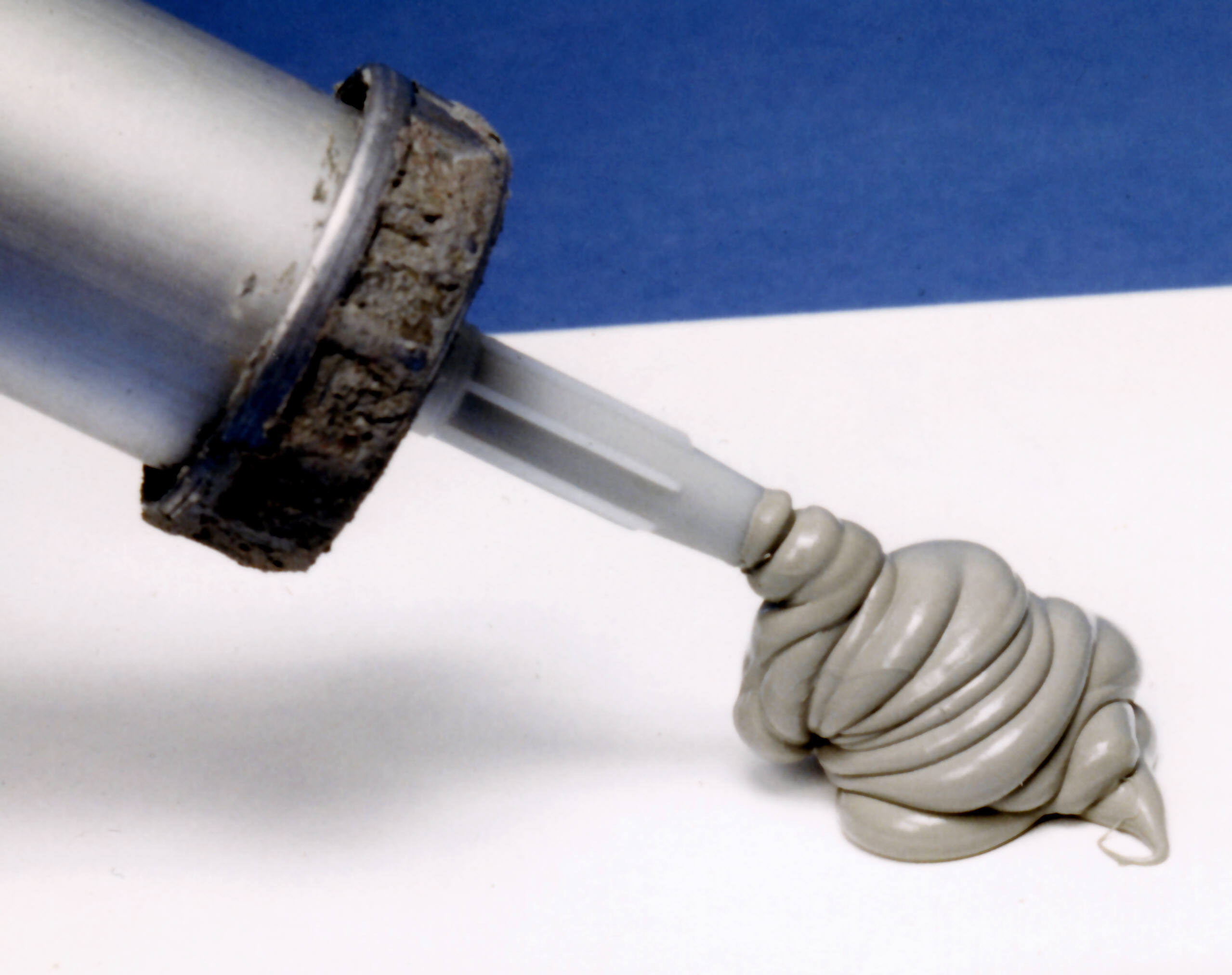
Resina de silicone, utilizada para vedação.

Silicones são compostos quimicamente inertes, inodoros, insípidos e incolores, resistentes à decomposição pelo calor, água ou agentes oxidantes, além de serem bons isolantes elétricos. Podem ser sintetizados em grande variedade de formas com inúmeras aplicações práticas, por exemplo, como agentes de polimento, vedação e proteção. São também impermeabilizantes, lubrificantes e na medicina são empregados como material básico de próteses. Atualmente estima-se que os silicones são utilizados em mais de 5.000 produtos.
O termo silicone é o termo inglês para a classe de compostos químicos cujo nome correto em português é silicona, em função da sua semelhança da sua fórmula geral com as cetonas.

## Características químicas
Derivado do cristal de rocha quartzo, é considerado produto inorgânico; devido a isto, tem como uma de suas principais características, a vida útil mínima de 10 anos. Os silicones são altamente resistentes ao ultravioleta e intemperismos, tais como efeito ozona, altas ou baixas temperaturas ambientes (em geral de -45 a +145°C). Tecnicamente chamados de siloxanos polimerizados ou polissiloxanos, eles são polímeros mistos de material orgânico e inorgânico com a fórmula química [R2SiO]n, onde R = grupo orgânico como metil, etil, e fenil. Esses materiais consistem de um esqueleto inorgânico silício-oxigênio (…-Si-O-Si-O-Si-O-…) com grupos laterais orgânicos ligados aos átomos de silício.
Variando o comprimento da cadeia principal, o tipo dos grupamentos laterais e as ligações entre cadeias, os silicones podem ser sintetizados com uma grande variedade de propriedades e composições. Podem variar de consistência líquida a de gel, borracha ou plástico duro. As características físico-químicas do silicone são especialmente determinadas pelo fato da grande mobilidade da sua cadeia, uma vez que o impedimento espacial é pequeno neste grupo de produtos.

## Implantes de Silicone

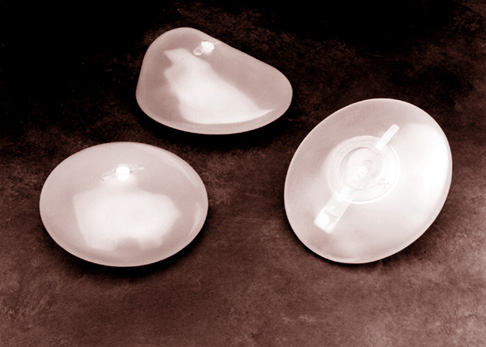
Silicone utilizado em implantes.

São utilizados na cirurgia plástica  para melhorar a estética dos seios e outras partes do corpo humano. Podem dar mais volume e consistência às mamas, ou atuar em reconstruções mamárias (cirurgias reconstrutivas). Popularmente, os implantes são mais conhecidos como próteses de silicone.

### Formato
Implantes de silicone ou próteses de silicone podem ter base de formatos redondos ou anatômicos (também chamados de gota). Os implantes em gota fornecem uma projeção menor no pólo superior das mamas, o que pode eventualmente ser desejado por ficar menos marcado.

### Perfil
Os fabricantes utilizam nomenclaturas diferentes para a projeção.
Normalmente existem 3 opções, do menos projetado ao mais projetado. 
Eles podem ser:
Perfil baixo;
Perfil moderado; (apenas alguns fabricantes produzem)
Perfil alto; 
Perfil super alto. (tendência no mercado brasileiro, também é chamado de extra alto, muito alto, ultra alto ou distendido). Os tipos de prótese de silicone determinam o tamanho dos seios, a sua projeção e, até mesmo o formato do colo.

### Superfície
Os primeiros implantes eram lisos, porém apresentavam altíssima taxa de contratura (rejeição). Posteriormente, o advento dos implantes micro e macro texturizados diminuiu a incidência de contratura pois a rugosidade da superfície desorganiza as fibras da cápsula que se forma ao redor dos implantes, enfraquecendo-a. Existem também implantes com revestimento de poliuretano (2 fabricantes no mundo, Brasil e Alemanha), os quais também mostram uma maior diminuição nos casos de contratura capsular. Existe também implantes revestidos com espuma de silicone (apenas um fabricante exclusivo no Brasil).

### Conteúdo
Atualmente, os implantes contêm silicone gel de alta coesividade, que não se espalha pelo organismo quando o implante se rompe.

### Localização
Os implantes de silicone podem ser colocado nas mamas (na frente ou atrás do músculo peitoral maior),  glúteos, panturrilhas, tórax masculino e queixo (silicone sólido, neste caso).